# Johanna II. (Navarra)
Johanna II. (* 28. Januar 1311; † 6. Oktober 1349 im Château de Conflans) war Königin von Navarra ab 1328. Sie war die einzige Tochter des französischen Königs Ludwig X., der als Ludwig I. auch König von Navarra war, und seiner ersten Ehefrau Margarete von Burgund.

Heraldisch links: Navarra,
heraldisch rechts: Frankreich

## Leben
Nach dem Tod ihres Vaters im Juni 1316 befand sich die unmündige Johanna in einer schwierigen Erbfolgesituation. Ihr Onkel Prinz Philipp „der Lange“ hatte sich zum Regenten Frankreichs wie auch von Navarra ernennen lassen. Nachdem Johannas Halbbruder König Johann I. nach nur wenigen Lebenstagen verstarb (19. November 1316) wurde Johanna als einziges überlebendes Kind ihres Vaters eine potentielle Erbin der französischen Königskrone. Philipp „der Lange“ aber stellte daraufhin ihre Legitimation in Frage, angeblich waren ihre Eltern zu nah miteinander verwandt, und ließ sich am 9. Januar 1317 als Philipp V. zum neuen König von Frankreich krönen. Um Johanna jegliche weitere Möglichkeiten auf den französischen Thron zu nehmen, ließ er unmittelbar darauf die Lex Salica als alleingültiges Erbfolgerecht für die französische Krone anerkennen, was Frauen in der Erbfolge ausschloss.
Die Lex Salica aber betraf nur die französische Krone, während im Königreich Navarra und in der Grafschaft Champagne weiterhin auch die weibliche Erbfolge bestehen blieb. Tatsächlich hatte Johannas Onkel Herzog Odo IV. von Burgund, bei dem sie seit dem Tod ihres Vaters lebte, bereits im Juli 1316 bei Philipp die Anerkennung Johannas als rechtmäßige Erbin für Navarra und Champagne erreicht, dennoch wurde ihr von Philipp weiterhin dieses Erbe vorenthalten. Herzog Odo blieb im Januar 1317 der Krönung Philipps V. fern und verlangte von diesem eine verbindliche Zusage im Fall Johannas. Stattdessen aber erklärte Philipp im März 1318 Johanna zu seiner Erbin in Navarra-Champagne für den Fall, dass er ohne einen männlichen Erben sterben sollte.
So musste Johanna erst den erbenlosen Tod König Karls IV. (Karl I. von Navarra), dem jüngeren Bruder und Erbe Philipps, im Jahr 1328 abwarten, um das Erbe antreten zu können. Von dem neuen König Philipp VI., der selbst kein Erbrecht auf Navarra und Champagne besaß, ließ sie sich darin noch im selben Jahr vertraglich anerkennen. Zusätzlich erhielt sie als Entschädigung für erlittenen Schaden die Grafschaften Angoulême und Mortain sowie einen Anteil des Cotentin (Longueville); später tauschte sie Angoulême gegen drei Herrschaften im Vexin: Pontoise, Beaumont-sur-Oise und Asnières-sur-Oise. Lediglich auf die Champagne, eine der bedeutendsten Provinzen Frankreichs, wollte Philipp VI. nicht verzichten und führte mit Johanna jahrelange Verhandlungen, die am 15. März 1335 endeten, nachdem Johanna die Champagne nach einer hohen finanziellen Entschädigung an den König abtrat.
Johanna starb am 6. Oktober 1349 an der Pest und wurde in der Grablege der französischen Könige, der Abteikirche von Saint-Denis, bestattet. Bei der Plünderung der Königsgräber von Saint-Denis während der Französischen Revolution wurde ihr Grab am 18. Oktober 1793 geöffnet und geplündert, ihre Überreste wurden in einem Massengrab außerhalb der Kirche beerdigt.

## Nachfahren
Johanna wurde am 18. Juni 1318 mit Graf Philipp von Évreux verheiratet. Er war ihr Cousin zweiten Grades und ebenfalls von königlichem Geblüt. Sein Vater, Graf Ludwig von Évreux, war der jüngste Sohn König Philipps III. Er wurde ebenfalls 1328 zum König von Navarra (als Philipp III.) proklamiert und gemeinsam mit seiner Frau am 5. März 1329 in Pamplona gekrönt. Der Ehe entstammen acht Kinder:
- Johanna (* um 1326; † 3. Juli 1387), Nonne in der Abtei Longchamp
- Maria (* um 1329; † 29. April 1347 in Valencia)
  - ⚭ 25. Juli 1338 mit König Peter IV. von Aragon (1319–1387)
- Blanka (* um 1331; † 5. Oktober 1398)
  - ⚭ 11. Januar 1350 mit König Philipp VI. von Frankreich (1293–1350)
- Karl II. der Böse (* Oktober 1332; † 1. Januar 1387 in Pamplona), König von Navarra
- Agnes (* um 1334; † 4. Februar 1396)
  - ⚭ 4. August 1349 mit Graf Gaston III. Fébus von Foix (1331–1391)
- Philipp (* um 1336; † 29. August 1363), Graf von Longueville
  - ⚭ 1353 mit Yolande de Dampierre (1331–1395)
- Johanna (* um 1339; † 20. November 1403)
  - ⚭ mit Johann I, Vicomte von Rohan († 1395)
- Ludwig (* 1341; † 1376 in Apulien), Graf von Beaumont-le-Roger
  - ⚭ 1358 mit Maria de Lizarazu
  - ⚭ 1366 mit Johanna von Anjou (1344–1387)